# Calqueas

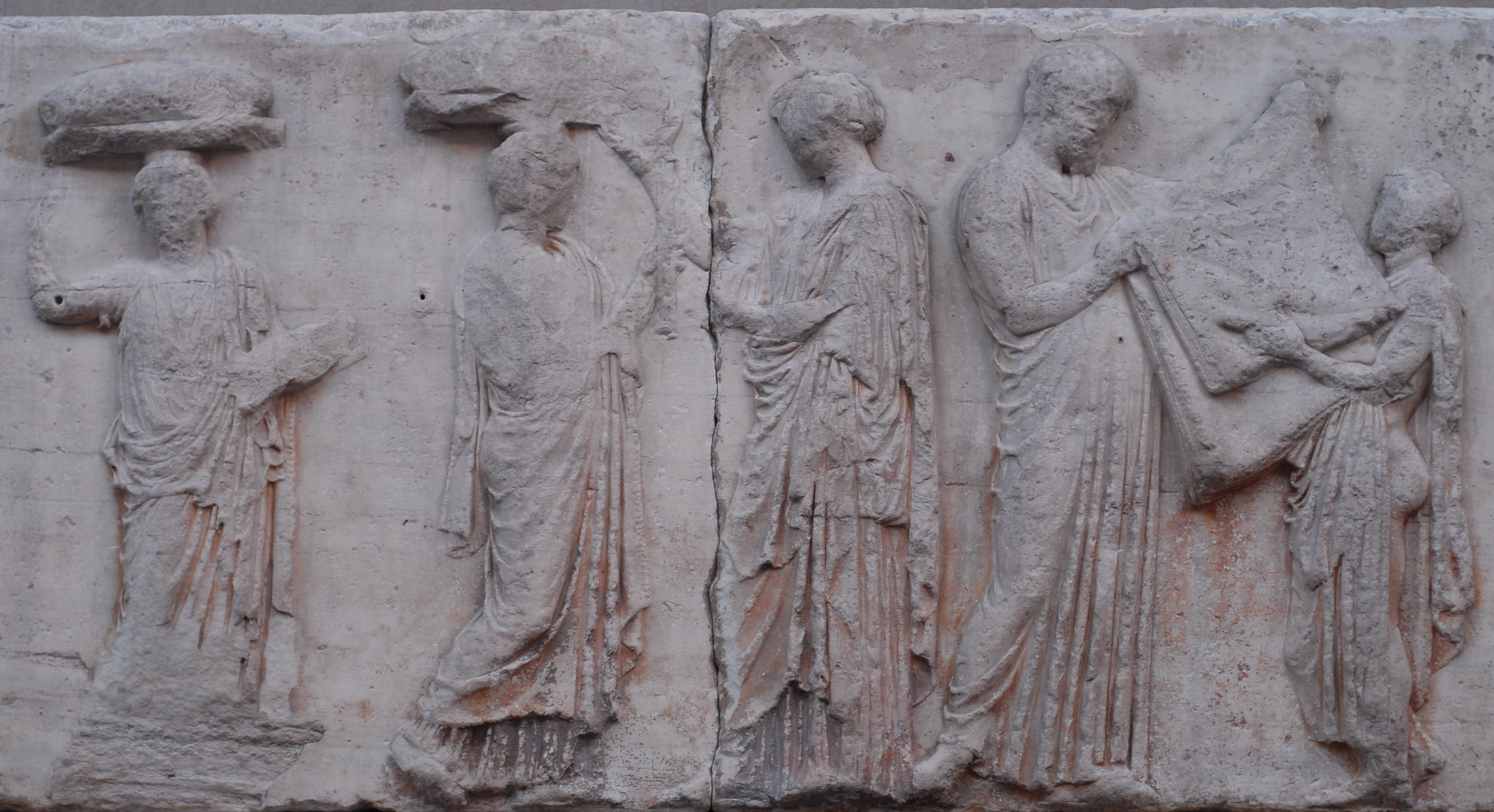
Escena del peplo, bloque V del friso oriental del Partenón, ca. 447-433 a. C. Esta sección, creada bajo la dirección de Fidias, representa una parte de la Procesión de las Panateneas, en la que se ofrece un peplo a la diosa Atenea. Esta pieza se encuentra en el Museo Británico.

Las Calqueas o Calcieas (del griego antiguo Χαλχεϊα) eran unas festividades religiosas de la Antigua Grecia celebradas en Atenas el día 30 del mes de Pianepsión (mediados de otoño). Parece que tenían lugar justo después de las Hefestias, al menos que estas últimas fueran el preámbulo. Estaban dedicadas al culto del dios Hefesto y de la diosa Atenea Ergane (trabajadora). 
 En los primeros tiempos de su celebración, las Calqueas podrían haber tenido un origen agrario, pero muy rápidamente se convirtieron en una fiesta de artesanos, y más concretamente de los herreros, cuyas divinidades protectoras eran las mencionadas antes. Además, la fiesta recordaba los mitos fundacionales de Atenas, puesto que las dos deidades, Hefesto y Atenea, estaban unidos al mito del nacimiento de Erictonio, uno de los primeros reyes de la ciudad. 
 Durante las Calcieas el peplo ofrecido a la diosas durante las Panateneas, en verano, comenzaba  a ser tejido.